# Proprium de sanctis
Proprium de sanctis, albo Proprium sanctorum – w liturgii chrześcijańskiej części ksiąg liturgicznych zawierające wspomnienia liturgiczne postaci otoczonych kultem świętych.
W liturgii mszalnej części brewiarza i mszału, odmiennie od Commune sanctorum (wspomnienia wspólne) i oddzielnie od proprium de tempore (teksty na Rok liturgiczny), Proprium de sanctis były tekstami przeznaczonymi na indywidualne wspomnienia świętych. Analiza należących do tej części zmiennych Mszy świętej tekstów jest źródłem wiedzy na temat historii przebiegu i zasięgu kultu uznawanych za zbawionych.